# Ais kacang
Ais kacang, que significa literalment «gelat de mongetes», també conegut popularment com ABC (sigles d'air batu campusr, que significa «gel mesclat»), són unes postres típiques de Malàisia que són habituals també a Singapur (on s'anomenen ice kachang) i Brunei. Moltes cafeteries del sud-est asiàtic, llocs de menjar al carrer i establiments de restauració venen aquestes postres.

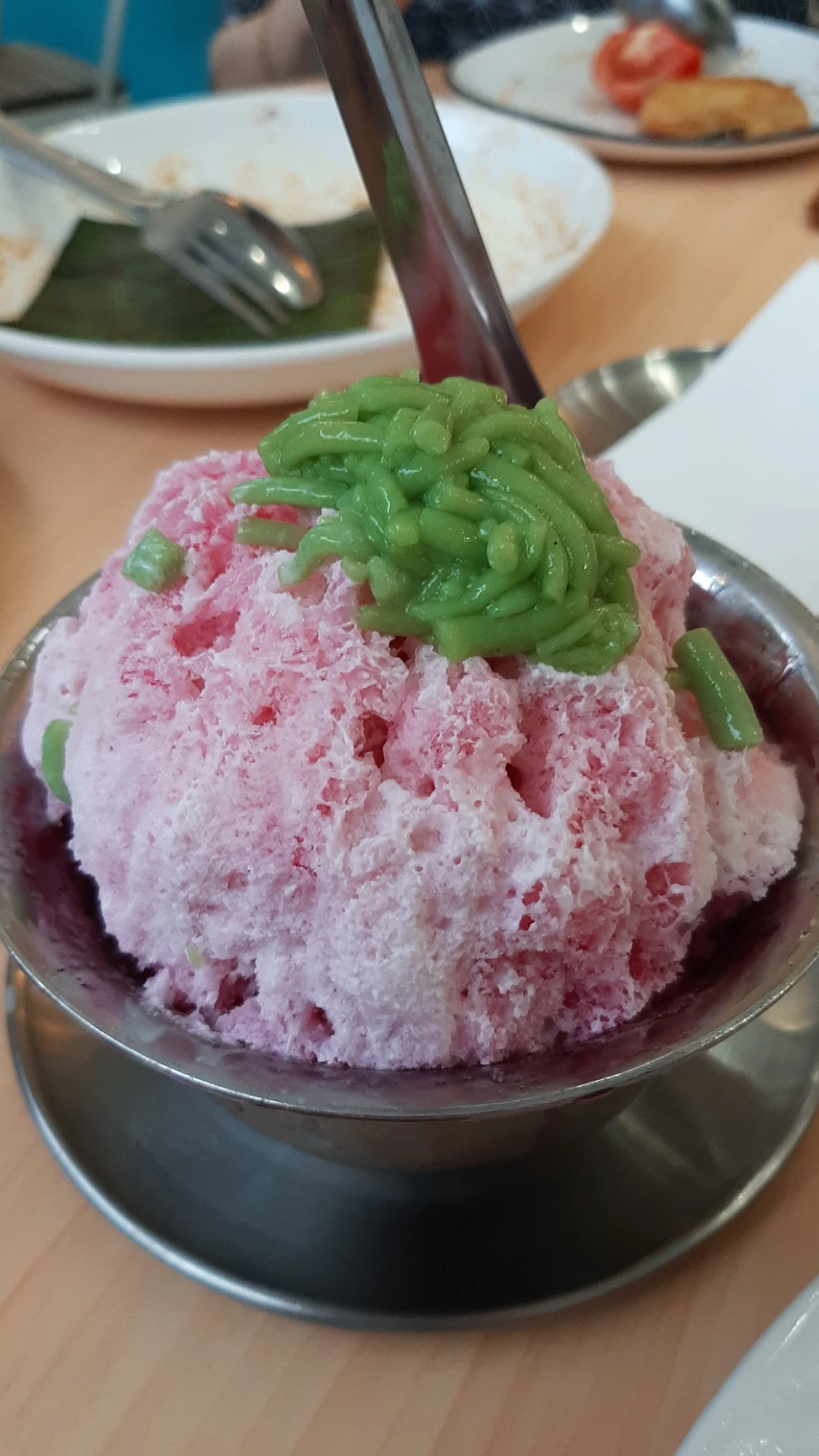
Ais kacang cobert amb aigua de roses i cendol

A la dècada del 1940, l'ais kacang es feia originàriament només amb gel raspat i mongetes vermelles. Avui en dia, l'ais kacang generalment es presenta en colors brillants i amb diverses fruites. A Malàisia les variants contenen attap chee, mongetes vermelles, blat de moro dolç, grass jelly, cacauets rostits i daus d'agar-agar com a ingredients comuns. Altres ingredients menys comuns són l'àloe vera, cendol i nata de coco. Una cobertura final de llet evaporada, llet condensada o llet de coco corona la muntanya de gel juntament amb aigua de roses i xarop de sarsi, o bé una cobertura de dúrio i xarop de xocolata. També hi ha versions que eviten l'almívar multicolor i es serveixen amb només un raig de xarop de sucre de palma, xarop de pandan i perles de sagú, entre d'altres variants.